# Циклозарин
Циклозари́н (циклози́н, GF) — боевое отравляющее вещество нервно-паралитического действия. Бесцветная жидкость, обладает сладковатым затхлым запахом, напоминающим персики или шеллак.
Смертельная концентрация циклозарина в воздухе: ЛКτ50 = 0,05 мг·мин/л. Для человека полулетальная доза (ЛД50) составляет 1,2 мг (для человека весом 70 кг), в то время как полулетальная доза зарина составляет 5 мг, из чего можно сделать вывод, что циклозарин в 4 раза токсичнее зарина. Кроме того, циклозарин испаряется в 69 раз медленнее, чем зарин.
Входит в пункт 1 Список 1 Конвенции по запрещению химического оружия. Таким образом, государство, подписавшее Конвенцию, имеет право изготовлять и использовать циклозарин для исследовательских, медицинских и фармацевтических целях или проверки защиты от химического оружия, но производство более 100 граммов в год должно декларироваться в ОЗХО. Государство ограничено владением максимум одной тонной циклозарина. 